# むつ尻屋崎インターチェンジ
むつ尻屋崎インターチェンジ（むつしりやざきインターチェンジ）は、青森県むつ市にある下北半島縦貫道路のインターチェンジである。

## 道路
- 下北半島縦貫道路（国道279号 むつ南バイパス）

## 歴史
- 2019年（令和元年）12月23日 : むつ尻屋崎IC - むつ東通IC間開通に伴い、供用開始[1]。
- 2023年（令和5年）3月25日 : むつIC - むつ尻屋崎IC間開通[2]。

## 周辺
- 斗南藩史跡地

## 隣
下北半島縦貫道路（国道279号 むつ南バイパス）
むつIC - むつ尻屋崎IC - むつ東通IC